# Catocalopsis
Catocalopsis là một chi bướm đêm thuộc họ Geometridae.